# Henry Villemot
Pour les articles homonymes, voir Villemot.
Henry Villemot (Paris, 9 août 1800 - Rennes, 23 janvier 1871) est un auteur dramatique français.

## Œuvres
- Le Vendredi d'un usurier, comédie en un acte 1823
- Les Hussards dans l'étude, folie-vaudeville en 1 acte, avec Jules Dulong et Charles Mourier, 1823
- Le Plâtrier ou la Double Accusation, mélodrame en deux actes, avec Nézel, 1824
- La Prise de Tarifa, mélodrame militaire historique en un acte, avec Nézel et Laloue, 1824
- Le Flâneur, comédie vaudeville en un acte, 1825
- Le Chemin creux, mélodrame en 3 actes, à grand spectacle, 1825
- Les Ruines de la Granca, mélodrame en 3 actes, avec Dulong et Saint-Amand, 1825
- L'Amour et les Poules, comédie-vaudeville en un acte, 1826
- Le Garde et le Bûcheron, mélodrame en deux tableaux, 1827
- Bisson, mélodrame en 2 actes et en 5 parties, à grand spectacle, avec Benjamin Antier et Théodore Nézel, 1828
- Le Remplaçant, mélodrame en trois actes, avec Antier, 1828
- La Partie d'ânes, folie en un acte, 1829
- La Prise de la Bastille, gloire populaire et le passage du Mont-St-Bernard, gloire militaire, pièce en deux époques et en sept tableaux, 1830
- Les Deux Soufflets, comédie en un acte, avec Saint-Amand, 1830
- La Vieille des Vosges, mélodrame en deux actes, avec Saint-Amand, 1830
- Youli, ou les Souliotes, mélodrame en deux actes et cinq tableaux, avec Henri Franconi et Nézel, 1830
- Mingrat, mélodrame en quatre actes, avec Ferdinand Laloue, 1831
- Les Lions de Mysore, pièce en trois actes et sept tableaux, avec Dulong, 1831